# Barylypa mitchelli
Barylypa mitchelli là một loài tò vò trong họ Ichneumonidae.